# HD 157661
HD 157661，又名CD-4511531，SAO 227971、HR 6477，是一颗恒星，视星等为5.29，位于銀經343.72，銀緯-5.94，其B1900.0坐标为赤經17h 19m 28.8s，赤緯-45° -5.94′ 12″。